# Melaleuca camptoclada
Melaleuca camptoclada är en myrtenväxtart som beskrevs av F.C.Quinn. Melaleuca camptoclada ingår i släktet Melaleuca och familjen myrtenväxter. Inga underarter finns listade i Catalogue of Life.